# Pedaaltoren

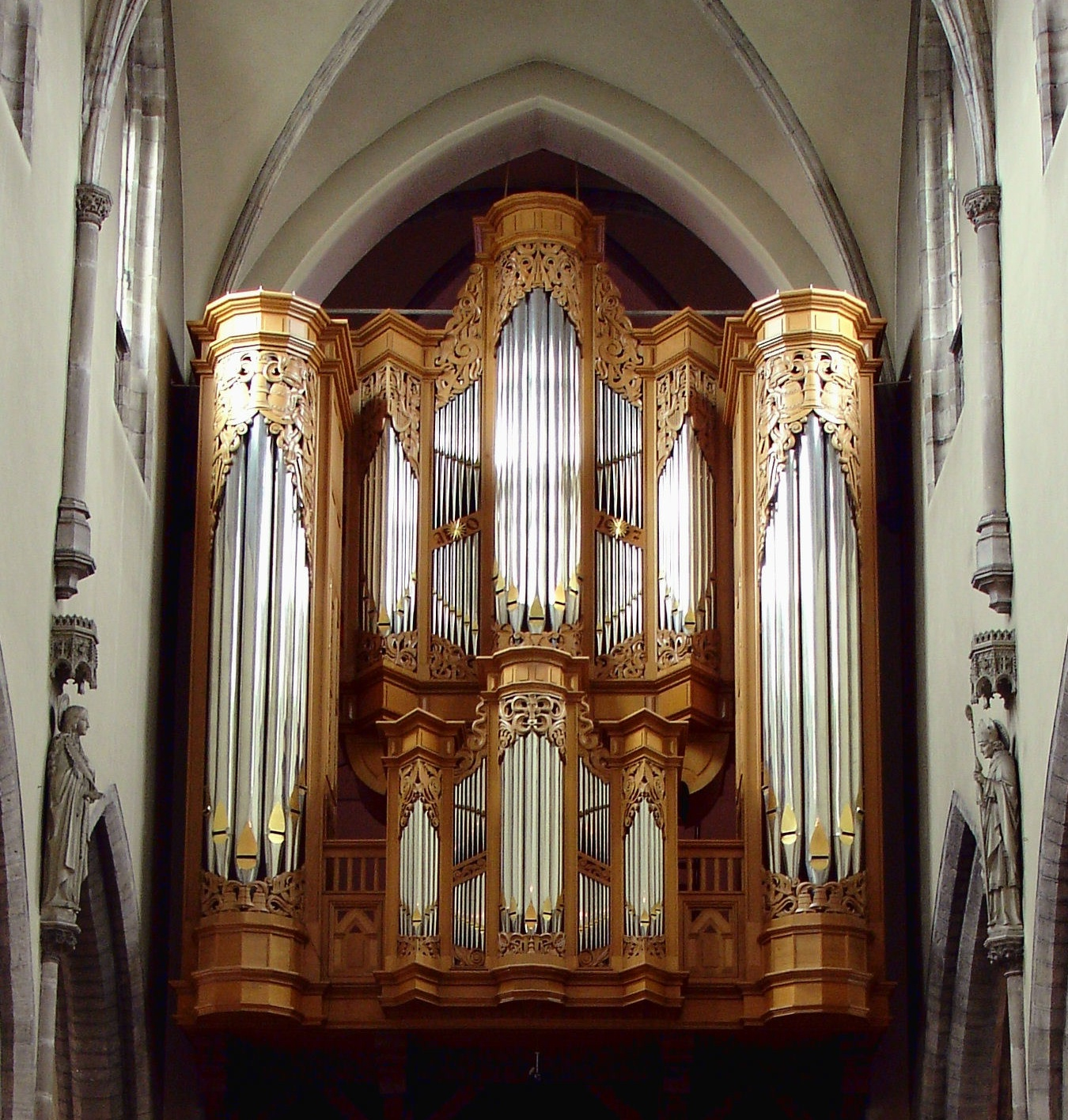
Het Draps-orgel uit 1997; 16-voets basis, Sint-Nicolaaskerk in Sint-Niklaas

Een pedaaltoren is een grote toren aan de zijkant van een pijporgel. Hierin zijn, als hier in de orgelkast zelf geen plaats voor is, de pijpen van het pedaal ondergebracht. Meestal wordt dit alleen gedaan als er meerdere 16' registers in het orgel aanwezig zijn. 
Omwille van symmetrie zijn er altijd twee pedaaltorens, een C-toren met de C, D, E, Fis, Gis, enz. en een Cis-toren met de Cis, Dis, F, G, A, enz. Het verschil tussen beide is makkelijk te zien, aangezien in de C-toren de grootste pijp iets langer is dan in de Cis-toren. 